# خلود بيولوجي
الخلود البيولوجي هي الحالة التي يكون فيها معدل الوفيات من الشيخوخة إما مستقر أو يتناقص. أنواع مختلفة من وحيدات الخلية ومتعددة الخلايا، وأيضا بعض الفقاريات، تصل لهذه الحالة عبر وجودها أو بعد أن تعيش فترة طويلة بما يكفي. المخلوق البيولوجي الخالد يمكن أن يموت من وسيلة أخرى غير الشيخوخة، مثل الإصابة أو المرض.
المصطلح يستخدم أيضا من قبل علماء الأحياء لوصف الخلايا التي لا تخضع لحد هايفليك (وهو عدد المرات التي يمكن أن تنقسم فيه الخلية البشرية قبل أن تتوقف)

## الكائنات الحية

### بعض البكتيريا والخميرة
العديد من الكائنات وحيدة الخلية تتقدم بالعمر مع مرور الوقت، فتنقسم ببطء أكثر وتموت في نهاية المطاف. الانقسام غير المتماثل في البكتيريا والخميرة أيضا يتقدم بالعمر. ومع ذلك، الانقسام المتماثل في البكتيريا والخميرة يمكن أن تصل إلى حالة الخلود البيولوجي في ظروف النمو المثالية. في هذه الظروف، عندما تنقسم الخلية بشكل متماثل لإنتاج اثنتين من الخلايا فإن عملية الانقسام الخلوي تمكن الخلية من العودة إلى حالة الشباب. ومع ذلك، إذا أنتجت الخلية الام بشكل غير متماثل خلية أخرى فقط الخلية الجديدة تعود إلى حالة الشباب -  الخلية الأم سوف تتقدم بالعمر وتموت بالنهاية. بطريقة مماثلة الخلايا الجذعية والأمشاج يمكن اعتبارها «خالدة».

### هيدرا

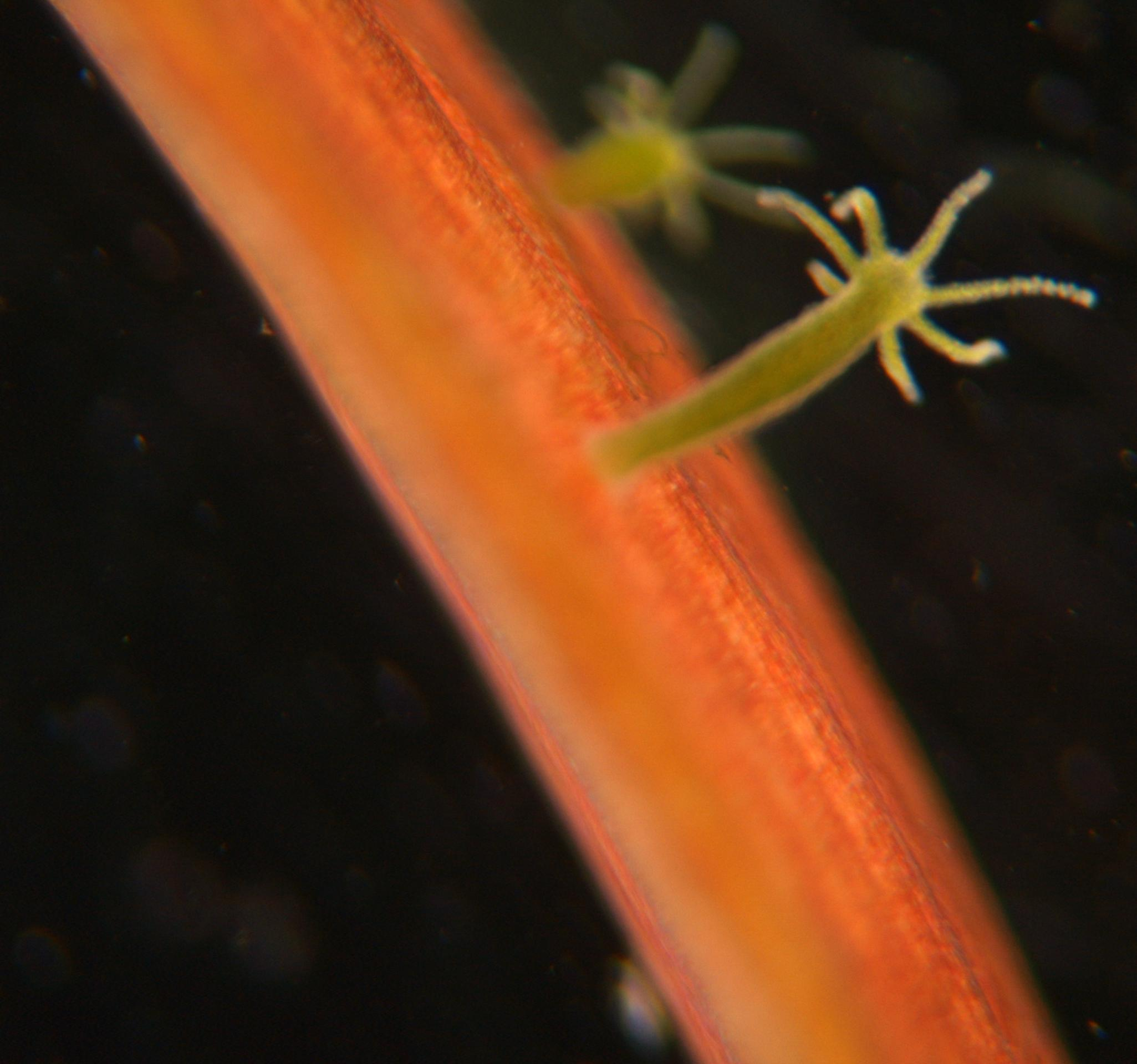
هيدرا

هيدرا هي جنس من شعبة اللاسعات. كل اللاسعات يمكن أن تتجدد، مما يسمح لهم بالتعافي من الإصابة والتكاثر لاجنسيا. الهيدرا حيوان يعيش في المياه العذبة الحيوانات تمتلك التماثل الاشعاعي وخلايا مابعد الانقسامية. كل خلايا الهيدرا تنقسم باستمرار[بحاجة لمصدر] وقد اقرأن الهيدرا لا تصل لمرحلة الشيخوخة، و، على هذا النحو، هي خالدة بيولوجيا. في دراسة استغرقت أربعة سنوات، 3 أفواج من الهيدرا لم تظهر زيادة في الوفيات مع تقدم العمر. فمن الممكن أن هذه الحيوانات تعيش حياة طويلة جدا، باعتبار أنها تصل إلى مرحلة النضج في 5 إلى 10 أيام. إلا أن هذا لا يفسر كيف ان الهيدرا تستطيع الحفاظ باستمرار على طول التيلومير.

## محاولات هندسة الخلود البيولوجي في البشر
على الرغم من أن فرضية أن الشيخوخة البيولوجية يمكن وقفها أو عكسها من المنظور التكنولوجي لا تزال مثيرة للجدل،  حاليا يجري البحث في تطوير التدخلات العلاجية. من بين أهم المحركين للتعاون الدولي في هذا البحث هي مؤسسة أبحاث SENS الغير ربحية تروج لعدد من ما تدعي أنها مسارات بحثية التي قد تؤدي إلى هندسة تضاءل تقدم العمر في البشر.
في عام 2015، إليزابيث باريش، الرئيس التنفيذي لشركة BioViva, علاجت نفسها باستخدام العلاج الجيني، بهدف وقف الشيخوخة وايضا عكسها. من ذلك الحين ذكرت أنها بنشاط أكبر، ولكن دراسة طويلة الأجل لهذا العلاج لا زالت مستمرة.[بحاجة لمصدر]
في أوائل عام 2017، علماء من جامعة هارفارد برئاسة عالم الأحياء ديفيد سنكلير أعلنت أنها اختبرت مركب يسمى NAD+ على الفئران بنجاح  هذا المركب يقوم بعكس عملية شيخوخة الخلايا ويمكن أن يحمي الحمض النووي من الضرر في المستقبل. «خلايا الفأر العجوز والفأر الشاب لا يمكن تمييزها عن بعضها» نقلا عن ديفيد. التجارب البشرية ستبدأ كما يتوقع الفريق خلال 6 أشهر في مستشفى بريغهام والنساء في بوسطن.[بحاجة لمصدر]